# Gălăbin Boevski
Gălăbin Boevski (n. 19 decembrie 1974, Kneja, Plevna, Bulgaria) este un halterofil ce a reprezentat Bulgaria, medaliat olimpic. A participat la o ediție a Jocurilor Olimpice (2000) în care a câștigat o medalie de aur.

## Participări
Lista de mai jos prezintă principalele competiții la care a participat Gălăbin Boevski de-a lungul carierei.
- weightlifting at the 2000 Summer Olympics – men's 69 kg[*]